# N.Y. State of Mind
N.Y. State of Mind – utwór amerykańskiego rapera Nasa wydany w 1994 roku na jego debiutanckim albumie Illmatic. Za warstwę muzyczną oraz produkcję odpowiedzialny jest DJ Premier, który wykorzystał sample z dwóch jazzowych piosenek: „Mind Rain” w wykonaniu Joe Chambersa oraz „Flight Time” w wykonaniu Donalda Byrda. Dodatkowo utwór wykorzystuje perkusję z utworu „N.T.” grupy Kool & the Gang oraz posiada skrecze z utworów „Mahogany” duetu Eric B. & Rakim i „Live at the Barbeque” w wykonaniu formacji Main Source.
W „N.Y. State of Mind” Nas rapuje dwie zwrotki, w których opowiada o swoich umiejętnościach lirycznych oraz o niebezpiecznym środowisku jakim są slumsy Nowego Jorku – rodzinnego miasta rapera. Nas przyznał, że piosenka „Streets of New York” rapera Kool G Rapa była główną inspiracją do napisania swojego utworu. Sequel do piosenki zatytułowany po prostu „N.Y. State of Mind Pt. II” został wydany w 1999 roku na trzecim studyjnym albumie rapera I Am... Podobnie jak część pierwszą, druga również została wyprodukowana przez DJ-a Premiera
W wywiadzie dla portalu Complex DJ Premier przyznał, że wszystkie wokale do utworu zostały nagrane za pierwszym podejściem: „Nas patrzył jak robiłem ten beat od samego początku i napisał tę zwrotkę w tym studiu. Jeśli posłuchasz „N.Y. State of Mind” usłyszysz jak mówi: „nie wiem jak zacząć to gówno”, ponieważ dosłownie chwilę wcześniej skończył pisać tę zwrotkę. […] Nagrał to za pierwszym podejściem”.
Od swojego pierwszego wydania „N.Y. State of Mind” było wielokrotnie samplowane oraz reprodukowane przez wielu artystów takich jak Alicia Keys, Raekwon, Beastie Boys, jak i przez samego Nasa. Piosenka znalazła się na ścieżkach dźwiękowych do gier True Crime: New York City (2005) i Saints Row 2 (2008).

## Opinie krytyków

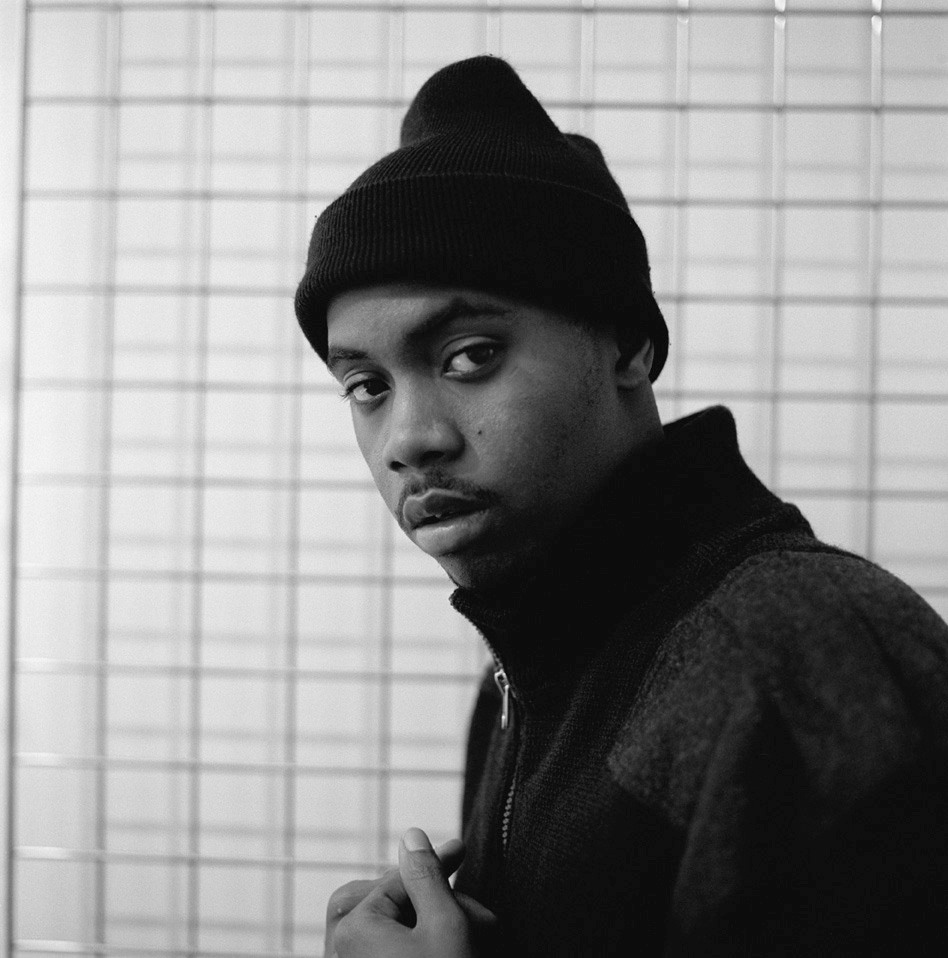
Nas w 1998 roku

Przez lata fani, jak i krytycy muzyczni wymieniali jako jedno z największych dokonań Nasa oraz jako jedno z największych dokonań w historii hip-hopu. Magazyn About.com uplasował „N.Y. State of Mind” na 74. miejscu na liście „100 najlepszych utworów hip-hopowych”, a magazyn Rolling Stone umieścił utwór na swojej liście „50 najlepszych utworów rapowych wszech czasów”. Marc L. Hill z portalu PopMatters opisał „N.Y. State of Mind” jako wyróżniający się utwór na Illmaticu, stwierdzając, że „dostarcza on tak wyraźnego obrazu życia w getcie jak fotografie Gordona Parksa czy wiersze Langstona Hughesa”. W 2015 roku największy magazyn muzyczny w Stanach Zjednoczonych, Billboard umieścił beat do „N.Y. State of Mind” na 2. miejscu listy 10 najlepszych beatów wszech czasów, stawiając go tylko za utworem „The Message” grupy Grandmaster Flash and the Furious Five.
Utwór cieszy się wciąż dużym uznaniem wśród innych raperów i tak na przykład amerykański artysta Talib Kweli umieścił pierwszą zworkę z „N.Y. State of Mind” na 7. miejscu listy 25 najlepszych zwrotek.
Jedną z najbardziej docenianych przez krytyków rzeczy był tekst oraz rymy użyte w utworze. W 1992 roku, gdy Nas napisał utwór popularne były rymy proste opierające się o rymowanie ostatniego wyrazu w wersie. Nas pisząc utwór wykorzystał olbrzymią jak na tamte czasy liczbę rymów wewnętrznych, krzyżowych oraz wielokrotnych (patrz przykład poniżej).
Rappers, I monkey flip 'em with the funky rhythm
I be kicking, musician, inflicting composition
Of pain, I’m like Scarface sniffing cocaine
Holding an M16, see with the pen I’m extreme